# Basketball-Europameisterschaft 2009
Die Basketball-Europameisterschaft 2009 (offiziell: EuroBasket 2009) war die 36. Auflage dieses Turniers und fand vom 7. bis zum 20. September 2009 in Polen statt. Spanien gewann seinen ersten Titel. Zweiter wurde Serbien vor Griechenland.
Bei der Basketball-Europameisterschaft handelt es sich um einen alle zwei Jahre ausgetragenen Basketballwettbewerb zwischen europäischen Nationalmannschaften, der durch die in München ansässige FIBA Europa, den Europäischen Basketballverband, organisiert wird.

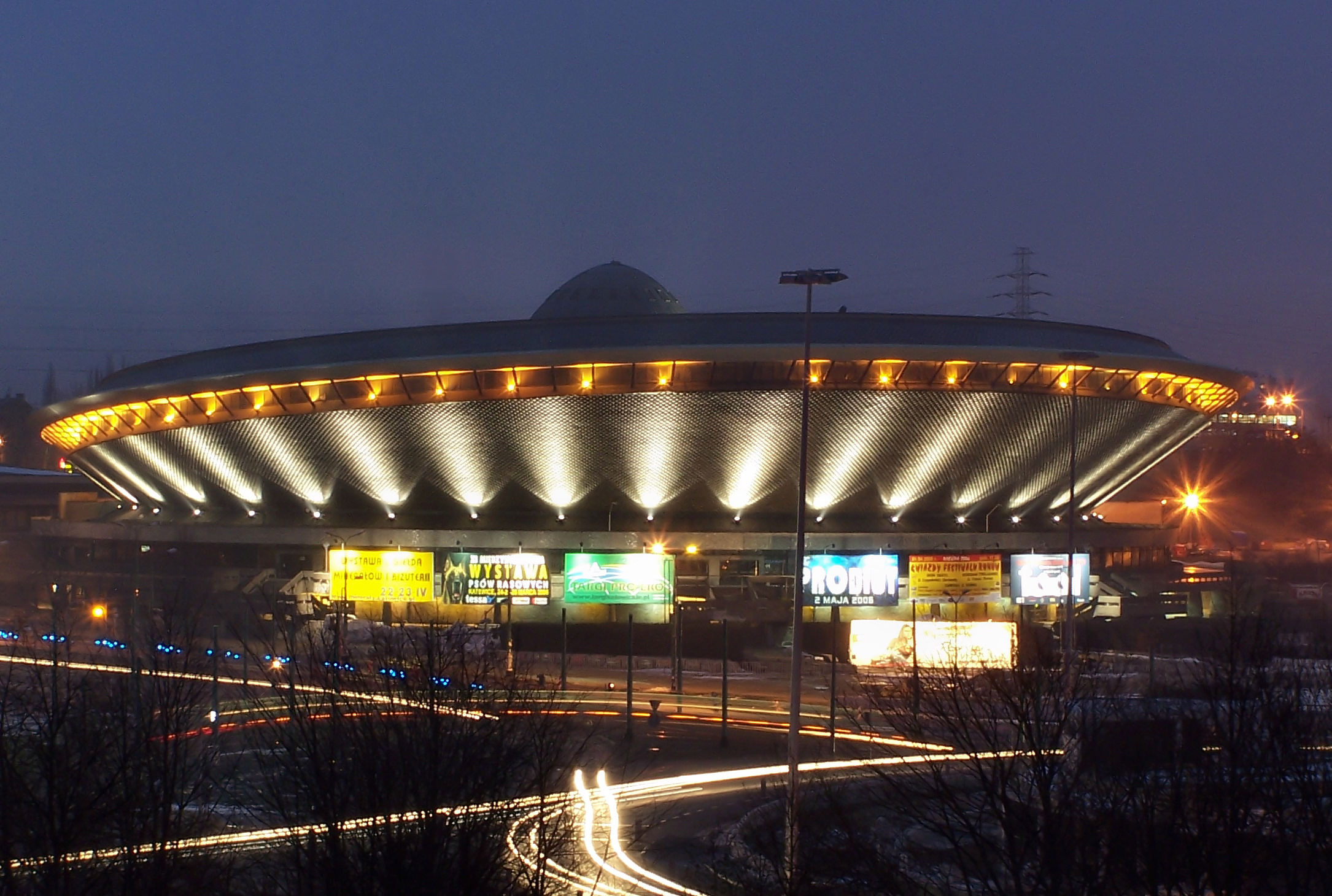
Die Spodek in Katowice.

## Qualifikation
Insgesamt nahmen 16 Mannschaften an dem Turnier teil, die sich auf unterschiedliche Weise für das Turnier qualifizierten:
- Polen war als Gastgeber automatisch gesetzt.
- Die besten sieben Nationalmannschaften der Basketball-Europameisterschaft 2007 waren direkt für die EuroBasket 2009 qualifiziert. Dies waren in Reihenfolge der Platzierung: Russland, Spanien, Litauen, Griechenland, Deutschland, Kroatien und Slowenien.
- Die weiteren acht Teilnehmer wurden in einer Qualifikationsrunde ermittelt, die wieder in einer Division A und einer Division B ausgetragen wurde. Dies waren Serbien (Sieger Gruppe A), Mazedonien (Sieger Gruppe B), Türkei (Sieger Gruppe C), Großbritannien (Sieger Gruppe D), Bulgarien (Zweiter Gruppe A), Lettland (Zweiter Gruppe B), Israel (Zweiter Gruppe D) und Frankreich (Sieger der zweiten Qualifikationsrunde).

## Austragungsorte
| Gruppe        | Stadt     | Halle               | Eröffnung | Plätze |
| ------------- | --------- | ------------------- | --------- | ------ |
| Gruppenphase  | Danzig    | Hala Olivia         | 1972      | 05.000 |
| Gruppenphase  | Posen     | Hala Arena          | 1974      | 04.200 |
| Gruppenphase  | Warschau  | Hala Torwar         | 1953      | 04.800 |
| Gruppenphase  | Breslau   | Jahrhunderthalle    | 1913      | 06.000 |
| Zwischenrunde | Bydgoszcz | Hala Łuczniczka     | 2002      | 08.000 |
| Zwischenrunde | Łódź      | Hala Wielofunkcyjna | 2009      | 11.000 |
| Finalrunde    | Katowice  | Spodek              | 1971      | 11.500 |

## Vorrunde
In der Vorrunde spielten jeweils vier Mannschaften in vier Gruppen gegeneinander. Am 8. November 2008 wurden die Gruppen in Warschau ausgelost.
Der Sieger eines Spiels erhielt zwei Punkte, der Verlierer einen Punkt.

### Gruppe A – Posen
| Spiel | Datum      | Team 1       | Team 2       | Ergebnis | 1. V. | 2. V. | 3. V. | 4. V. | Verl. |
| ----- | ---------- | ------------ | ------------ | -------- | ----- | ----- | ----- | ----- | ----- |
| A1    | 07.09.2009 | Mazedonien   | Griechenland | 54:860   | 13:28 | 15:24 | 09:17 | 17:17 | -     |
| A2    | 07.09.2009 | Kroatien     | Israel       | 86:790   | 25:17 | 17:20 | 17:22 | 27:20 | -     |
| A3    | 08.09.2009 | Israel       | Mazedonien   | 79:820   | 19:17 | 20:23 | 16:20 | 24:22 | -     |
| A4    | 08.09.2009 | Griechenland | Kroatien     | 76:680   | 20:15 | 32:16 | 13:16 | 11:21 | -     |
| A5    | 09.09.2009 | Mazedonien   | Kroatien     | 71:810   | 26:20 | 22:14 | 13:22 | 10:25 | -     |
| A6    | 09.09.2009 | Israel       | Griechenland | 80:106   | 25:31 | 17:25 | 23:23 | 15:27 | -     |

| Platz | Team         | Spiele | Siege | Niederl. | Punkte | Körbe   | Korbverh. | qualifiziert für |
| ----- | ------------ | ------ | ----- | -------- | ------ | ------- | --------- | ---------------- |
| 1     | Griechenland | 3      | 3     | 0        | 6      | 268:202 | 1,327     | Zwischenrunde    |
| 2     | Kroatien     | 3      | 2     | 1        | 5      | 235:226 | 1,040     | Zwischenrunde    |
| 3     | Mazedonien   | 3      | 1     | 2        | 4      | 207:246 | 0,841     | Zwischenrunde    |
| 4     | Israel       | 3      | 0     | 3        | 3      | 238:274 | 0,869     |                  |

### Gruppe B – Danzig
| Spiel | Datum      | Team 1      | Team 2      | Ergebnis | 1. V. | 2. V. | 3. V. | 4. V. | Verl. |
| ----- | ---------- | ----------- | ----------- | -------- | ----- | ----- | ----- | ----- | ----- |
| B1    | 07.09.2009 | Russland    | Lettland    | 81:68    | 28:21 | 11:15 | 19:16 | 23:16 | -     |
| B2    | 07.09.2009 | Frankreich  | Deutschland | 70:65    | 14:17 | 19:20 | 17:11 | 20.17 | -     |
| B3    | 08.09.2009 | Deutschland | Russland    | 76:73    | 26:12 | 19:19 | 15:19 | 16:23 | -     |
| B4    | 08.09.2009 | Lettland    | Frankreich  | 51:60    | 08:13 | 13:30 | 16:25 | 14:19 | -     |
| B5    | 09.09.2009 | Russland    | Frankreich  | 64:69    | 17:15 | 18:19 | 16:18 | 13:17 | -     |
| B6    | 09.09.2009 | Deutschland | Lettland    | 62:68    | 13:14 | 16:23 | 13:14 | 20:17 | -     |

| Platz | Team        | Spiele | Siege | Niederl. | Punkte | Körbe   | Korbverh. | qualifiziert für |
| ----- | ----------- | ------ | ----- | -------- | ------ | ------- | --------- | ---------------- |
| 1     | Frankreich  | 3      | 3     | 0        | 6      | 199:180 | 1,106     | Zwischenrunde    |
| 2     | Russland    | 3      | 1     | 2        | 4      | 218:213 | 1,024     | Zwischenrunde    |
| 3     | Deutschland | 3      | 1     | 2        | 4      | 203:211 | 0,962     | Zwischenrunde    |
| 4     | Lettland    | 3      | 1     | 2        | 4      | 188:203 | 0,926     |                  |

### Gruppe C – Warschau
| Spiel | Datum      | Team 1         | Team 2         | Ergebnis    | 1. V. | 2. V. | 3. V. | 4. V. | Verl. |
| ----- | ---------- | -------------- | -------------- | ----------- | ----- | ----- | ----- | ----- | ----- |
| C1    | 07.09.2009 | Großbritannien | Slowenien      | 59:72       | 15:27 | 20:10 | 12:14 | 12:21 | -     |
| C2    | 07.09.2009 | Serbien        | Spanien        | 66:57       | 15:12 | 23:11 | 18:14 | 10:20 | -     |
| C3    | 08.09.2009 | Slowenien      | Serbien        | 80:69       | 22:15 | 17:14 | 21:15 | 20:25 | -     |
| C4    | 08.09.2009 | Spanien        | Großbritannien | 84:76       | 25:15 | 19:20 | 22:21 | 18:20 | -     |
| C5    | 09.09.2009 | Spanien        | Slowenien      | 90:84 n. V. | 18:20 | 25:15 | 19:14 | 16:29 | 12:6  |
| C6    | 09.09.2009 | Großbritannien | Serbien        | 59:77       | 12:21 | 17:18 | 15:19 | 15:19 | -     |

| Platz | Team           | Spiele | Siege | Niederl. | Punkte  | Körbe | Korbverh. | qualifiziert für |
| ----- | -------------- | ------ | ----- | -------- | ------- | ----- | --------- | ---------------- |
| 1     | Slowenien      | 3      | 2     | 1        | 236:218 | 5     | 1,083     | Zwischenrunde    |
| 2     | Serbien        | 3      | 2     | 1        | 212:196 | 5     | 1,082     | Zwischenrunde    |
| 3     | Spanien        | 3      | 2     | 1        | 231:226 | 5     | 1,022     | Zwischenrunde    |
| 4     | Großbritannien | 3      | 0     | 3        | 194:233 | 3     | 0,833     |                  |

### Gruppe D – Breslau
| Spiel | Datum      | Team 1    | Team 2    | Ergebnis | 1. V. | 2. V. | 3. V. | 4. V. | Verl. |
| ----- | ---------- | --------- | --------- | -------- | ----- | ----- | ----- | ----- | ----- |
| D1    | 07.09.2009 | Polen     | Bulgarien | 90:78    | 32:21 | 20:16 | 23:21 | 15:20 | -     |
| D2    | 07.09.2009 | Türkei    | Litauen   | 84:76    | 19:22 | 20:17 | 24:19 | 21:18 | -     |
| D3    | 08.09.2009 | Litauen   | Polen     | 75:86    | 23:25 | 09:17 | 18:18 | 25:26 | -     |
| D4    | 08.09.2009 | Bulgarien | Türkei    | 66:94    | 15:24 | 13:29 | 24:19 | 14:22 | -     |
| D5    | 09.09.2009 | Polen     | Türkei    | 69:87    | 17:24 | 17:21 | 21:21 | 14:21 | -     |
| D6    | 09.09.2009 | Litauen   | Bulgarien | 84:69    | 25:22 | 16:19 | 16:15 | 27:13 | -     |

| Platz | Team      | Spiele | Siege | Niederl. | Punkte  | Körbe | Korbverh. | qualifiziert für |
| ----- | --------- | ------ | ----- | -------- | ------- | ----- | --------- | ---------------- |
| 1     | Türkei    | 3      | 3     | 0        | 265:211 | 6     | 1,256     | Zwischenrunde    |
| 2     | Polen     | 3      | 2     | 1        | 245:240 | 5     | 1,021     | Zwischenrunde    |
| 3     | Litauen   | 3      | 1     | 2        | 235:239 | 4     | 0,983     | Zwischenrunde    |
| 4     | Bulgarien | 3      | 0     | 3        | 213:268 | 3     | 0,795     |                  |

## Zwischenrunde
Nach der Vorrunde qualifizierten sich jeweils die ersten drei Mannschaften einer Gruppe für die Zwischenrunde. Die drei Teams der Gruppen A und B bildeten die Gruppe E (Bydgoszcz), die Qualifizierten der Gruppen C und D bildeten die neue Gruppe F (Łódź). Jedes Team trat einmal gegen jedes der drei Teams aus der anderen Vorrundengruppe an. Die Punkte aus den Vorrundenspielen gegen qualifizierte Mannschaften wurden weitergeführt.

### Gruppe E – Bydgoszcz
| Spiel | Datum      | Team 1       | Team 2       | Ergebnis | 1. V. | 2. V. | 3. V. | 4. V. | Verl. |
| ----- | ---------- | ------------ | ------------ | -------- | ----- | ----- | ----- | ----- | ----- |
| E1    | 11.09.2009 | Russland     | Kroatien     | 62:59    | 16:16 | 12:10 | 14:16 | 20:17 | -     |
| E2    | 11.09.2009 | Deutschland  | Griechenland | 76:84    | 19:25 | 14:16 | 17:20 | 26:23 | -     |
| E3    | 11.09.2009 | Frankreich   | Mazedonien   | 83:57    | 24:90 | 25:90 | 18:17 | 16:22 | -     |
| E4    | 13.09.2009 | Mazedonien   | Deutschland  | 86:75    | 18:14 | 18:22 | 26:14 | 24:25 | -     |
| E5    | 13.09.2009 | Griechenland | Russland     | 65:68    | 18:14 | 18:22 | 26:14 | 24:25 | -     |
| E6    | 13.09.2009 | Kroatien     | Frankreich   | 79:87    | 21:19 | 25:22 | 10:22 | 23:24 | -     |
| E7    | 15.09.2009 | Russland     | Mazedonien   | 71:69    | 14:10 | 19:19 | 16:20 | 22:20 | -     |
| E8    | 15.09.2009 | Frankreich   | Griechenland | 71:69    | 18:21 | 23:13 | 15:19 | 15:16 | -     |
| E9    | 15.09.2009 | Deutschland  | Kroatien     | 68:70    | 19:20 | 13:17 | 18:12 | 18:21 | -     |

| Platz | Team         | Spiele | Siege | Niederl. | Punkte | Körbe   | Korbverh. | qualifiziert für |
| ----- | ------------ | ------ | ----- | -------- | ------ | ------- | --------- | ---------------- |
| 1     | Frankreich   | 5      | 5     | 0        | 10     | 380:334 | 1,138     | Viertelfinale    |
| 2     | Russland     | 5      | 3     | 2        | 8      | 338:338 | 1,000     | Viertelfinale    |
| 3     | Griechenland | 5      | 3     | 2        | 8      | 380:337 | 1,128     | Viertelfinale    |
| 4     | Kroatien     | 5      | 2     | 3        | 7      | 357:364 | 0,981     | Viertelfinale    |
| 5     | Mazedonien   | 5      | 1     | 4        | 6      | 337:396 | 0,851     |                  |
| 6     | Deutschland  | 5      | 1     | 4        | 6      | 360:383 | 0,940     |                  |

- Gemäß FIBA-Regel D.1.1 (Spielergebnis zwischen punktgleichen Mannschaften) stand Russland vor Griechenland und Mazedonien vor Deutschland.

### Gruppe F – Łódź
| Spiel | Datum      | Team 1    | Team 2    | Ergebnis    | 1. V. | 2. V. | 3. V. | 4. V. | Verl. |
| ----- | ---------- | --------- | --------- | ----------- | ----- | ----- | ----- | ----- | ----- |
| F1    | 12.09.2009 | Türkei    | Spanien   | 63:60       | 20:22 | 16:12 | 13:14 | 14:12 | -     |
| F2    | 12.09.2009 | Polen     | Serbien   | 72:77       | 22:23 | 14:20 | 17:19 | 19:15 | -     |
| F3    | 12.09.2009 | Litauen   | Slowenien | 58:81       | 18:28 | 08:15 | 13:19 | 19:19 | -     |
| F4    | 14.09.2009 | Spanien   | Litauen   | 84:70       | 15:24 | 25:80 | 24:11 | 20:27 | -     |
| F5    | 14.09.2009 | Slowenien | Polen     | 76:60       | 11:17 | 20:12 | 22:11 | 23:20 | -     |
| F6    | 14.09.2009 | Serbien   | Türkei    | 64:69 n. V. | 18:20 | 15:16 | 19:19 | 12:90 | 0:5   |
| F7    | 16.09.2009 | Litauen   | Serbien   | 79:89       | 19:23 | 18:18 | 24:22 | 18:26 | -     |
| F8    | 16.09.2009 | Polen     | Spanien   | 68:90       | 14:23 | 12:19 | 20:29 | 22:19 | -     |
| F9    | 16.09.2009 | Türkei    | Slowenien | 67:69       | 15:24 | 17:15 | 20:18 | 15:12 | -     |

| Platz | Team      | Spiele | Siege | Niederl. | Punkte  | Körbe | Korbverh. | qualifiziert für |
| ----- | --------- | ------ | ----- | -------- | ------- | ----- | --------- | ---------------- |
| 1     | Slowenien | 5      | 4     | 1        | 390:344 | 9     | 1,134     | Viertelfinale    |
| 2     | Türkei    | 5      | 4     | 1        | 370:338 | 9     | 1,095     | Viertelfinale    |
| 3     | Serbien   | 5      | 3     | 2        | 365:357 | 8     | 1,022     | Viertelfinale    |
| 4     | Spanien   | 5      | 3     | 2        | 381:351 | 8     | 1,085     | Viertelfinale    |
| 5     | Polen     | 5      | 1     | 4        | 355:405 | 6     | 0,877     |                  |
| 6     | Litauen   | 5      | 0     | 5        | 358:424 | 5     | 0,844     |                  |

- Gemäß FIBA-Regel D.1.1 (Spielergebnis zwischen punktgleichen Mannschaften) stand Slowenien vor der Türkei und Serbien vor Spanien.

## Finalrunde

### Modus
Nach der Zwischenrunde qualifizierten sich jeweils die ersten vier Teams der beiden Gruppen E und F für die Finalrunde. Gespielt wurde im Viertelfinale über Kreuz gegen einen Gegner aus der jeweils anderen Zwischenrundengruppe. Anschließend trafen sowohl die Sieger der Viertelfinals im Halbfinale aufeinander, als auch die Verlierer in der Platzierungsrunde um die Ränge 5 bis 8. Die Sieger der Halbfinalspiele bestritten das Finale, die Verlierer das Spiel um Platz 3. Die Sieger der Platzierungsspiele spielten um Platz 5, die Verlierer um Platz 7.
Alle Spiele fanden in der 11.500 Zuschauer fassenden Spodek in Katowice statt.

### Turnierbaum
|  | Viertelfinale                   | Viertelfinale                   |                                 |                                 | Halbfinale                      | Halbfinale |  |  | Finale                          | Finale                          |
|  |                                 |                                 |                                 |                                 |                                 |            |  |  |                                 |                                 |
|  | 43 – 17. September 2009 – 21:00 |                                 |                                 |                                 |                                 |            |  |  |                                 |                                 |
|  | Frankreich                      | 66                              |                                 |                                 |                                 |            |  |  |                                 |                                 |
|  | Frankreich                      | 66                              | 49 – 19. September 2009 – 18:30 |                                 |                                 |            |  |  |                                 |                                 |
|  | Spanien                         | 86                              |                                 |                                 |                                 |            |  |  |                                 |                                 |
|  | Spanien                         | 86                              | Spanien                         | 82                              |                                 |            |  |  |                                 |                                 |
|  |                                 |                                 | Spanien                         | 82                              |                                 |            |  |  |                                 |                                 |
|  |                                 | Griechenland                    | 64                              |                                 |                                 |            |  |  |                                 |                                 |
|  | Türkei                          | Griechenland                    | 64                              | 74                              |                                 |            |  |  |                                 |                                 |
|  | Türkei                          |                                 |                                 | 74                              |                                 |            |  |  |                                 |                                 |
|  | Griechenland                    | 76                              |                                 | 54 – 20. September 2009 – 21:15 | 54 – 20. September 2009 – 21:15 |            |  |  |                                 |                                 |
|  | 45 – 18. September 2009 – 18:15 | 45 – 18. September 2009 – 18:15 | Spanien                         | 85                              |                                 |            |  |  |                                 |                                 |
|  | 44 – 17. September 2009 – 18:15 | 44 – 17. September 2009 – 18:15 |                                 | Serbien                         | 63                              |            |  |  |                                 |                                 |
|  | Russland                        | 68                              |                                 |                                 |                                 |            |  |  |                                 |                                 |
|  | Serbien                         | 79                              |                                 |                                 |                                 |            |  |  |                                 |                                 |
|  | Serbien                         | 79                              | Serbien                         | 96                              |                                 |            |  |  |                                 |                                 |
|  |                                 |                                 | Serbien                         | 96                              | Spiel um Platz 3                |            |  |  |                                 |                                 |
|  |                                 | Slowenien                       | 92                              |                                 |                                 |            |  |  |                                 |                                 |
|  | Slowenien                       | Slowenien                       | 92                              | 67                              | Griechenland                    | 57         |  |  |                                 |                                 |
|  | Slowenien                       | 50 – 19. September 2009 – 21:00 |                                 | 67                              | Griechenland                    | 57         |  |  |                                 |                                 |
|  | Kroatien                        | 65                              |                                 | Slowenien                       | 56                              |            |  |  |                                 |                                 |
|  | Kroatien                        | 65                              |                                 |                                 | 56                              |            |  |  |                                 |                                 |
|  | 46 – 18. September 2009 – 21:00 | 46 – 18. September 2009 – 21:00 |                                 |                                 |                                 |            |  |  | 53 – 20. September 2009 – 18:30 | 53 – 20. September 2009 – 18:30 |

#### Plätze 5 bis 8
|  | Platzierungsspiele              | Platzierungsspiele              |                                 |    | 5. und 6. Platz                 | 5. und 6. Platz                 |
|  |                                 |                                 |                                 |    |                                 |                                 |
|  | Frankreich                      | 80                              |                                 |    |                                 |                                 |
|  | Türkei                          | 68                              |                                 |    |                                 |                                 |
|  | 47 – 19. September 2009 – 12:00 |                                 |                                 |    |                                 |                                 |
|  |                                 |                                 | 52 – 20. September 2009 – 12:00 |    |                                 |                                 |
|  | Frankreich                      | 69                              |                                 |    |                                 |                                 |
|  |                                 | Kroatien                        | 62                              |    |                                 |                                 |
|  |                                 |                                 |                                 |    |                                 |                                 |
|  | 7. und 8. Platz                 |                                 |                                 |    |                                 |                                 |
|  | 48 – 19. September 2009 – 14:15 | 48 – 19. September 2009 – 14:15 | Türkei                          | 66 |                                 |                                 |
|  | Russland                        | 69                              | Russland                        | 89 |                                 |                                 |
|  | Kroatien                        | 76                              |                                 |    | 51 – 20. September 2009 – 14:15 | 51 – 20. September 2009 – 14:15 |

### Viertelfinale
| Spiel | Datum      | Team 1     | Team 2       | Ergebnis | 1. V. | 2. V. | 3. V. | 4. V. | Verl. | Topscorer                       |
| ----- | ---------- | ---------- | ------------ | -------- | ----- | ----- | ----- | ----- | ----- | ------------------------------- |
| 43    | 17.09.2009 | Frankreich | Spanien      | 66:86    | 15:25 | 17:22 | 20:26 | 14:13 | –     | Turiaf 12; P. Gasol 28          |
| 44    | 17.09.2009 | Russland   | Serbien      | 68:79    | 24:21 | 04:20 | 15:13 | 25:25 | –     | Fridson 15; Tripković 18        |
| 45    | 18.09.2009 | Türkei     | Griechenland | 74:76    | 14:17 | 12:12 | 20:18 | 19:18 | 9:11  | Onan, Türkoğlu 13; Spanoulis 23 |
| 46    | 18.09.2009 | Slowenien  | Kroatien     | 67:65    | 18:25 | 21:22 | 14:3  | 14:15 | –     | E. Lorbek 27; Ukić 21           |

### Platzierungsspiele
| Spiel | Datum      | Team 1     | Team 2   | Ergebnis | 1. V. | 2. V. | 3. V. | 4. V. | Verl. | Topscorer              |
| ----- | ---------- | ---------- | -------- | -------- | ----- | ----- | ----- | ----- | ----- | ---------------------- |
| 47    | 19.09.2009 | Frankreich | Türkei   | 80:68    | 12:26 | 20:17 | 29:16 | 19:9  | –     | Parker 28; Türkoğlu 13 |
| 48    | 19.09.2009 | Russland   | Kroatien | 69:76    | 14:18 | 27:15 | 15:25 | 13:18 | –     | Monja 18; Ukić 18      |

### Halbfinale
| Spiel | Datum      | Team 1  | Team 2       | Ergebnis | 1. V. | 2. V. | 3. V. | 4. V. | Verl. | Topscorer                 |
| ----- | ---------- | ------- | ------------ | -------- | ----- | ----- | ----- | ----- | ----- | ------------------------- |
| 49    | 19.09.2009 | Spanien | Griechenland | 82:64    | 26:21 | 23:19 | 15:11 | 18:13 | –     | P. Gasol 18; Bourousis 11 |
| 50    | 19.09.2009 | Serbien | Slowenien    | 96:92    | 11:19 | 24:26 | 21:12 | 23:22 | 17:13 | Teodosić 32; E. Lorbek 25 |

### Spiel um Platz 7
| Spiel | Datum      | Team 1 | Team 2   | Ergebnis | 1. V. | 2. V. | 3. V. | 4. V. | Verl. | Topscorer          |
| ----- | ---------- | ------ | -------- | -------- | ----- | ----- | ----- | ----- | ----- | ------------------ |
| 51    | 20.09.2009 | Türkei | Russland | 66:89    | 18:26 | 22:25 | 19:17 | 7:21  | –     | Aşık 24 Fridson 26 |

### Spiel um Platz 5
| Spiel | Datum      | Team 1     | Team 2   | Ergebnis | 1. V. | 2. V. | 3. V. | 4. V. | Verl. | Topscorer       |
| ----- | ---------- | ---------- | -------- | -------- | ----- | ----- | ----- | ----- | ----- | --------------- |
| 52    | 20.09.2009 | Frankreich | Kroatien | 69:62    | 21:12 | 13:12 | 12:17 | 23:21 | –     | Diot 18; Kus 18 |

### Spiel um Platz 3
| Spiel | Datum      | Team 1       | Team 2    | Ergebnis | 1. V. | 2. V. | 3. V. | 4. V. | Verl. | Topscorer                    |
| ----- | ---------- | ------------ | --------- | -------- | ----- | ----- | ----- | ----- | ----- | ---------------------------- |
| 53    | 20.09.2009 | Griechenland | Slowenien | 57:56    | 16:13 | 15:11 | 11:13 | 15:19 | –     | Schortsanitis 23; Lakovič 16 |

### Finale
| Spiel | Datum      | Team 1  | Team 2  | Ergebnis | 1. V. | 2. V. | 3. V. | 4. V. | Verl. | Topscorer                             |
| ----- | ---------- | ------- | ------- | -------- | ----- | ----- | ----- | ----- | ----- | ------------------------------------- |
| 54    | 20.09.2009 | Spanien | Serbien | 85:63    | 26:17 | 26:12 | 15:15 | 18:19 | –     | P. Gasol 18; Tripković, Veličković 15 |

## Endstand
| Rang                                 | Team           | Siege : Niederl. | Korbverhältnis |
| ------------------------------------ | -------------- | ---------------- | -------------- |
| 1                                    | Spanien        | 7 : 2            | 1,1581         |
| 2                                    | Serbien        | 6 : 3            | 1,0287         |
| 3                                    | Griechenland   | 6 : 3            | 1,0859         |
| 4                                    | Slowenien      | 6 : 3            | 1,0902         |
| 5                                    | Frankreich     | 8 : 1            | 1,0899         |
| 6                                    | Kroatien       | 4 : 5            | 0,9969         |
| 7                                    | Russland       | 5 : 4            | 1,0287         |
| 8                                    | Türkei         | 5 : 4            | 1,0354         |
| Nach der Zwischenrunde ausgeschieden |                |                  |                |
| 9                                    | Mazedonien     | 2 : 4            | 0,8821         |
| 9                                    | Polen          | 2 : 4            | 0,9213         |
| 11                                   | Deutschland    | 1 : 5            | 0,9357         |
| 11                                   | Litauen        | 1 : 5            | 0,8966         |
| Nach der Vorrunde ausgeschieden      |                |                  |                |
| 13                                   | Lettland       | 1 : 2            | 0,9212         |
| 13                                   | Israel         | 0 : 3            | 0,8686         |
| 13                                   | Großbritannien | 0 : 3            | 0,8326         |
| 13                                   | Bulgarien      | 0 : 3            | 0,7948         |

Die ersten sechs Mannschaften sind gleichzeitig für die Basketball-Weltmeisterschaft 2010 in der Türkei qualifiziert.

## Ehrungen
Zum besten Spieler des Turniers (MVP) wurde der Spanier Pau Gasol gewählt. In insgesamt neun Spielen erzielte Gasol durchschnittlich 18,7 Punkte, 8,3 Rebounds und 2,3 Blocks pro Partie. Er hatte eine Trefferquote von 64,4 % (65 von 101) aus dem Feld und 64,3 % (18 von 28) von der Freiwurflinie.
Ins All-Tournament-Team wurden neben Gasol der Spanier Rudy Fernández (Nummer 1 in Steals und Freiwurfquote), der Serbe Miloš Teodosić (bester Assistgeber, zweitbester Freiwerfer), der Slowene Erazem Lorbek (drittbester Scorer und Rebounder) und der Grieche Vasilios Spanoulis gewählt.

## Statistiken

### Insgesamt
- 54 Spiele
- 7.936 Punkte
- 3.660 Rebounds (davon 1.107 offensiv und 2.553 defensiv)
- 1.524 Assists
- 2.358 Fouls
- 1.415 Ballverluste
- 711 Steals
- 290 geblockte Würfe

### Meiste Punkte
| Spieler            | Nationalität | Punkte |
| ------------------ | ------------ | ------ |
| Pau Gasol          | Spanien      | 1686   |
| Erazem Lorbek      | Slowenien    | 148    |
| Tony Parker        | Frankreich   | 142    |
| Miloš Teodosić     | Serbien      | 127    |
| Vassilis Spanoulis | Griechenland | 127    |

### Meiste Punkte pro Spiel
| Spieler        | Nationalität | Punkte |
| -------------- | ------------ | ------ |
| Pau Gasol      | Spanien      | 18,7   |
| Tony Parker    | Frankreich   | 17,8   |
| Erazem Lorbek  | Slowenien    | 16,4   |
| Ersan Ilyasova | Türkei       | 16,1   |
| David Logan    | Polen        | 15,5   |

### Meiste Rebounds pro Spiel
| Spieler          | Nationalität | Punkte |
| ---------------- | ------------ | ------ |
| Marcin Gortat    | Polen        | 10,8   |
| Pau Gasol        | Spanien      | 08,3   |
| Erazem Lorbek    | Slowenien    | 07,4   |
| Ersan Ilyasova   | Türkei       | 07,3   |
| Yannis Bourousis | Griechenland | 07,3   |

### Meiste Assists pro Spiel
| Spieler          | Nationalität | Punkte |
| ---------------- | ------------ | ------ |
| Miloš Teodosić   | Serbien      | 5,2    |
| Anton Ponkrashov | Russland     | 4,9    |
| David Logan      | Polen        | 4,5    |
| Tony Parker      | Frankreich   | 4,4    |
| Lukasz Koszarek  | Polen        | 4,3    |

## Die deutsche Mannschaft
Die deutsche Mannschaft bestand aus Robin Benzing, Patrick Femerling, Demond Greene, Steffen Hamann, Elias Harris, Jan Jagla, Tim Ohlbrecht, Tibor Pleiß, Heiko Schaffartzik, Sven Schultze, Lucca Staiger und Konrad Wysocki; Trainer war Dirk Bauermann.